# Entomophaga saccharina
Entomophaga saccharina är en svampart som först beskrevs av Giard, och fick sitt nu gällande namn av A. Batko 1964. Entomophaga saccharina ingår i släktet Entomophaga och familjen Entomophthoraceae.   Inga underarter finns listade i Catalogue of Life.